# Derk Bodde
Derk Bodde (ur. 9 marca 1909 w Brant Rock, Massachusetts – zm. 3 listopada 2003 w Germantown, Filadelfia) – amerykański historyk i sinolog.
Syn wykładowcy fizyki po raz pierwszy pojechał do Chin w 1919, gdy jego ojciec został zatrudniony na Uniwersytecie Nanyang, i spędził tam trzy lata. Z tych i innych podróży dzieciństwa pisał i publikował wspomnienia i dzienniki dla czasopisma swojej szkoły. Studiował literaturę angielską na Uniwersytecie Harvarda, a gdy utworzono w 1928 Harvard–Yenching Institute – sinologię. W ramach studiów otrzymał stypendium na wyjazd do Pekinu, gdzie spędził łącznie 6 lat (1931–1937). Po powrocie, na zaproszenie poznanego w Pekinie J.J.L. Duyvendaka, pojechał na rok na Uniwersytet w Lejdzie, gdzie w 1938 obronił doktorat pt. China’s First Unifier: A Study of the Ch’in Dynasty as Seen in the Life of Li Ssù (280?–208 B.C.). Następnie podjął pracę na Uniwersytecie Pensylwanii, gdzie wykładał aż do emerytury w 1975 roku.
W czasie II wojny światowej pracował dla działu badawczego Office of Strategic Services na potrzeby amerykańskich działań w Chinach oraz dla Office of War Information. Po wojnie, jako jeden z pierwszych stypendystów Fulbrighta spędził rok w Pekinie i był naocznym świadkiem upadku rządu Kuomintangu i przejęcia władzy przez chińskich komunistów, co opisał w książce Peking Diary, należącej do jego najbardziej znanych publikacji. Był to pierwszy obszerny opis chińskiej rewolucji sporządzony przez zewnętrznego obserwatora.
Następnie kontynuował pracę na uczelni, prowadząc badania nad historią, filozofią i społeczeństwem dawnych Chin; jego publikacje (ok. 100 artykułów i 12 monografii) obejmowały szeroki zakres zagadnień, jak np. język, krytykę literacką, tradycje religijne i mitologie, systemy prawne i prawno-ekonomiczne (feudalizm) itp. Jego specjalnością był okres dynastii Qin, którą opisał m.in. w poświęconym jej rozdziale w tomie z serii Cambridge History of China. Derk Bodde był też ważnym tłumaczem z języka chińskiego, w szczególności jego przekład Historii filozofii chińskiej Feng Youlana stał się na kilka dekad standardowym podręcznikiem akademickim. Współpracował też z Josephem Needhamem, czego efektem była jego ostatnia książka Chinese Thought, Society, and Science.
Znał biegle wiele języków, w tym rosyjski, co zawdzięczał żonie, Galii, która wyemigrowała z Rosji po rewolucji i z którą napisał książkę Tolstoy and China. Miał syna Theodore’a (który podobnie jak żona, zmarł przed nim).

## Wybrane publikacje
- History of Chinese Philosophy autorstwa Feng Youlana (tłumaczenie; tom I, 1937; tom II, 1953)
- Annual Customs and Festivals in Peking, As Recorded in the Yenching Sui-shih-chi, autorstwa Dun Lizhena (tłumaczenie, 1936)
- China’s First Unifier: A Study of the Ch’in Dynasty as Seen in the Life of Li Ssù (280?–208 B.C.) (Brill, 1938)
- Peking Diary: A Year of Revolution (1950)
- Tolstoy and China (Princeton University Press, 1950)
- Law in Imperial China: Exemplified by 190 Ch’ing Dynasty Case translated from the Hsing-an hui-lan (University of Pennsylvania Press, 1967, wspólnie z Clarence Morris)
- Festivals in Classical China: New Year and Other Annual Observances during the Han Dynasty, 206 B.C.–A.D. 220 (Princeton University Press, 1975).
- Chinese Thought, Society, and Science: The Intellectual and Social Background of Chinese Science and Technology (University of Hawaii Press, 1991)